# Friedrich Gottlob Leonhardi

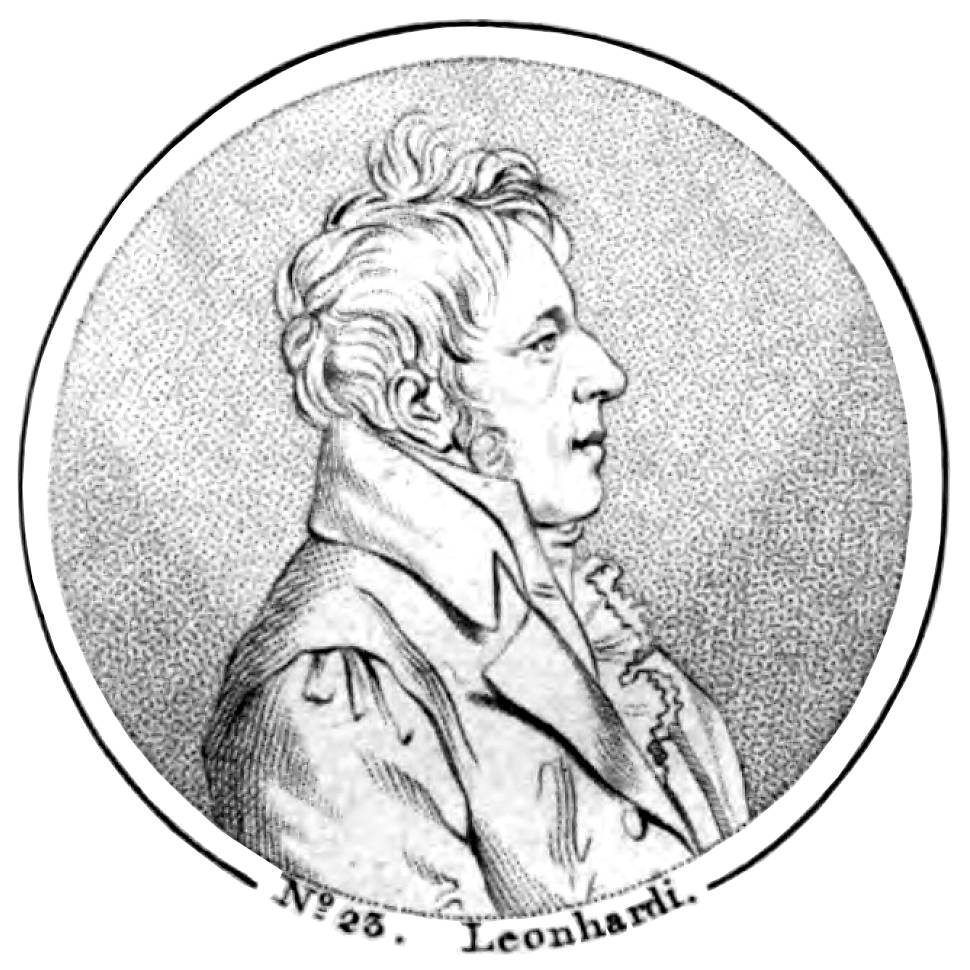
Friedrich Gottlob Leonhardi

Friedrich Gottlob Leonhardi (zuweilen auch Friedrich Gottlieb; * 13. Februar 1757 in Dürrbach, Oberlausitz; † 4. Juli 1814 in Leipzig) war ein deutscher Schriftsteller und Ökonom.

## Leben
Friedrich Gottlob Leonhardi wurde im sorbischen Bauerndorf Dürrbach am 13. Februar 1757 als Sohn des Wirtschaftsverwalters Friedrich Gotthelf Leonhardi geboren, der sich um die Ökonomie des von-metzradischen Gutes Dürrbach kümmerte.
Im Alter von 18 Jahren an besuchte Leonhardi von 1775 bis 1778 das Gymnasium in Bautzen, studierte anschließend bis 1781 Philosophie und Ökonomie an der Universität Wittenberg und ein weiteres Jahr an der Universität Leipzig. Er war dann in Leipzig sechs Jahre lang als Hauslehrer tätig, bevor er 1788 an der Universität Jena Magister wurde und einige Vorlesungen über Ökonomie und verwandte Wissenschaften hielt.
Nach einer Bildungsreise durch Franken, die Pfalz und entlang des linken Rheinufers kehrte Leonhardi an die Universität Leipzig zurück und habilitierte sich dort am 14. April 1790 mit der Arbeit Symbolae ad Historiam Agriculturae veterum Germanorum Specimen primum. Er lehrte dann Ökonomie an der Philosophischen Fakultät und war dort vom 8. Dezember 1792 bis zu seinem Tod im Jahre 1814 ordentlicher Professor für Ökonomie, Polizei- und Kameralwissenschaft.
Leonhardi war seit dem 13. September 1805 Kollegiat des großen Fürstenkollegiums und seit dem 4. Dezember 1805 auch Beisitzer des ständigen Konzils. Er war korrespondierendes Mitglied der Deutschen Akademie der Naturforscher Leopoldina, Ehrenmitglied der Herzoglich Sächsischen Gothaischen Societät der Forst- und Jagdkunde zu Waltershausen und Ehrenmitglied der Ökonomischen Societät zu Leipzig.
Friedrich Gottlob Leonhardi starb 57-jährig am 4. Juli 1814 in Leipzig abends beim Spazierengehen.

## Werke
- Bildliche Darstellung aller bekannten Völker nach ihren Kleidertrachten, Sitten, Gewohnheiten und mit Beschreibung aus den besten Engl., Franz. und Ital. Werken, 24 Hefte. Leipzig 1798
- Leipzig um 1800, kommentierte und mit einem Register versehene Neuausgabe der Geschichte und Beschreibung der Kreis- und Handelsstadt Leipzig, 1799, hrsg. v. Klaus Sohl, Lehmstedt Verlag, Leipzig, 2010, ISBN 978-3-942473-03-3
- Erdbeschreibung der Churfürstlich- und Herzoglich-Sächsischen Lande, 4 Bände
  - Erdbeschreibung der Churfürstlich- und Herzoglich-Sächsischen Lande, bey Joh. Phil. Haugs Witwe, Leipzig 1788 Digitalisat
  - Erdbeschreibung der Churfürstlich- und Herzoglich-Sächsischen Lande, 1. Band, 3. Auflage, bei Johann Ambrosius Barth, Leipzig 1802 Digitalisat
  - Erdbeschreibung der Churfürstlich- und Herzoglich-Sächsischen Lande, 3. Band, 3. Auflage, bei Johann Ambrosius Barth, Leipzig 1804 Digitalisat
- Erdbeschreibung der Preußischen Monarchie, 5 Bände (siehe die Nachweise von Digitalisaten aller Bände bei Wikisource)
  - Band 3, Teil 1, Hemmerde und Schwetschke,  Halle 1792 (Digitalisat).
  - Erdbeschreibung der fränkischen Fürstenthümer Bayreuth und Ansbach
- Der Gartengesellschafter
- Magazin für das Jagd- und Forstwesen (Herausgeberschaft)
- Neues Wörterbuch der Forst- und Jagdwissenschaft